# Oreocarya caespitosa
Oreocarya caespitosa är en strävbladig växtart som beskrevs av A. Nelsan. Oreocarya caespitosa ingår i släktet Oreocarya och familjen strävbladiga växter. Inga underarter finns listade i Catalogue of Life.